# Belel
Belel es una comuna camerunesa perteneciente al departamento de Vina de la región de Adamawa.
En 2005 tiene 37 663 habitantes, de los que 5555 viven en la capital comunal homónima.
Se ubica sobre la carretera D21, unos 100 km al este de la capital regional Ngaoundéré.

## Localidades
Comprende, además de la ciudad de Belel, las siguientes localidades:
- Baboua
- Bakari Bata
- Baringo
- Bayara
- Beka
- Djeria
- Djerkoka I
- Djerkoka II
- Djertou Hossere Lesdi
- Djilougou
- Doforo
- Goumdjel
- Guebake-Gassol
- Hossere-Tournigal
- Idool
- Koryong
- Koudini
- Laïndé Kané
- Laoure Ngock
- Mambere-Hassimi
- Mayo Badji
- Mbanglanga
- Mbigalack
- Ndigou-Adamou
- Ngaoudamdji Mayo Dadi
- Ngoura
- Ngoura Lougguere
- Nyassey Souckol
- Roumde Djaouro
- Seka Mayo Dadi
- Tapare Gandiga
- Tello
- Tournigal
- Yokotondou
- Zerbah